# Sabrina Gmür
Sabrina Gmür (* 1989) ist eine Schweizer Unihockeyspielerin, die beim Nationalliga-A-Verein UHC Laupen unter Vertrag steht.